# Hércules e a Noite Árabe
"Hércules e a Noite Árabe" (no original em inglês: Hercules & The Arabian Night) é um episódio crossover da série da Disney Hercules protagonizado pelos personagens de Aladdin.

## Sinopse
Hades está fazendo seu trabalho habitual de conduzir as almas dos mortos, quando Agonia e Pânico dizem-lhe que uma das almas não está cooperando. A alma se aproxima de Hades, e se apresenta como Jafar, e exige que seja mandado de volta para o mundo real. Hades primeiramente ignora-o, mas encontra algo em comum: Jafar tentou dominar Agrabah, e Hades está tentando dominar o Olimpo e ambos foram derrotados por "meninos principiantes", mas um acha que seu inimigo é melhor do que o do outro. Então, eles fazem uma aposta de que podem derrotar o inimigo do outro. 

## Elenco
| Dublador          | Personagem       |
| ----------------- | ---------------- |
| Tate Donovan      | Hércules         |
| Scott Weinger     | Aladdin          |
| James Woods       | Hades            |
| Jonathan Freeman  | Jafar            |
| Linda Larkin      | Princesa Jasmine |
| Robert Costanzo   | Phil             |
| French Stewart    | Ícaro            |
| Frank Welker      | Abu              |
| Bobcat Goldthwait | Agonia           |
| Matt Frewer       | Dor              |

## Cronologia
Um aspecto incomum deste episódio é que ele indica que Aladdin e Hércules existiam na mesma época, porém, seria lógico concluir que eles viveram separados por pelo menos um milênio (já que, Hercules é da Grécia antiga, enquanto Aladim é da era dos impérios islâmicos, provavelmente no califado de Abássidas). Por outro lado, alguns dos inimigos de Aladdin, como Mechanicles, Rainha Hippsodeth e Dominus Tusk, poderiam facilmente ser da mesma época que Hércules.
A princesa Jasmine menciona que ela e Aladdin são casados, indicando que os acontecimentos deste episódio tem lugar após Aladdin e os 40 Ladrões, o que explicaria a ausência de Iago neste episódio e também é explicado o porquê de Alladin estar usando a mesma roupa que ele usava em Aladdin e os 40 Ladrões. Isto é um pouco estranho, porém, desde o início o episódio parece indicar que Jafar tenha morrido recentemente, embora não houvesse nenhum filme e nem uma série de TV, entre sua morte em O Retorno de Jafar e esse episódio. É possível que o tempo tenha passado de forma diferente no submundo ou que Jafar teve de passar por uma fila de espera antes de se encontrar com Hades, como é mencionado em muitos textos antigos (como em Eneida, poema de Virgílio) que as almas têm que esperar muito tempo para atravessar o rio.